# Laurige
Laurige (nom complet : Laurige Duron SARL) est une entreprise française de maroquinerie. Elle est « Entreprise du patrimoine vivant ».
L'entreprise est implanté à Chauray dans le bassin de Niort, ancien fief de la chamoiserie. Laurige est la dernière entreprise de ce secteur dans la région.

## Histoire

### Niort et le cuir
À partir du XVe siècle, Niort est une ville de tannage à cause de l'eau douce de la Sèvre Niortaise à proximité. Les bateaux qui partent pour le Canada depuis La Rochelle ramènent des peaux. Sur des barques à fond plat, les peaux remontent la Sèvre Niortaise et sont tannées à Niort.
À partir du XVIIIe siècle, les niortais travaillent les peaux de moutons locales. La chamoiserie est lancée.
Au début des années 1900, aux chamoiseries, s'ajoutent des fabriques de gants et de culottes de cheval. Entre les deux guerres, plus de 3000 salariés niortais travaillent dans l'industrie du cuir. La dernière ganterie ferme en 1991, ne pouvant résister à la concurrence des pays du Proche-Orient et de l'Asie du Sud-Est, à plus faible coût de main-d’œuvre,.

### L'Atelier
En 1949, la famille Broulet installe son atelier de reliure à Niort. Originaire de Brest, la ville ainsi que leur atelier ont été rasés en 1945 à cause de la proximité de l'arsenal militaire. La famille s'est alors exilée à Niort, qui jouit d'un savoir-faire reconnu dans le cuir. La famille Broulet n'ayant eu que des filles, l'atelier est renommé en « Atelier Duron » à la suite d'un mariage entre les deux familles. L'atelier de reliure s'étend à la maroquinerie de bureau et confectionne notamment un sous-main pour le Président Charles de Gaulle à l'occasion de sa venue à Niort en 1963. En 1983, c'est un ouvrage de reliure qui est confectionné pour le Président François Mitterrand. En 1998, l'Atelier Duron est en dépôt de bilan. Il est renommé en « Laurige Duron » lors de la reprise par Christian Baudoin. Il s’associe par la suite avec le designer Willy Stevens en 1999. À partir de cette association, l'entreprise se tourne vers l’international,,. En 2006, l'atelier se déplace de quelques kilomètres de Niort à Chauray. En 2008, l'atelier Laurige devient Entreprise du Patrimoine Vivant.
Laurige a été retenue pour fabriquer les mallettes des députés comme les sous-main de le Maison-Blanche.

## Activité
L'entreprise exerce plusieurs activités complémentaires : la maroquinerie de bureau, la reliure d'art, la maroquinerie pour sacs, bagages, portefeuilles et le gainage d'articles de bureau, de flacons. L’atelier se distingue par l’association de trois savoir-faire : gainage, reliure, maroquinerie. La société pratique toutes les techniques (dorure, marquage à chaud) et travaille les matériaux rares (galuchat, autruche).